# Parque Aldeia do Imigrante
Der Parque Aldeia do Imigrante (Einwandererpark) ist ein Park in der Gemeinde Nova Petrópolis im Bundesstaat Rio Grande do Sul im Süden Brasiliens. Er wurde angelegt, um die historische Vergangenheit der Einwanderer zu bewahren, die diese Region besiedelten, wobei die deutsche Einwanderung vorherrschte. Am 12. Januar 1985 fand die Einweihung des Einwandererparks statt. Heute ist er eine der größten Touristenattraktionen der Region.

## Geschichte
Die Geschichte des Parks begann 1974, dem Jahr, in dem eine große historische Parade zur Feier des 150. Jahrestages der deutschen Einwanderung in Rio Grande do Sul stattfand. Während dieser Parade zeigten etliche Gemeinden des Landes Kostüme, Werkzeuge, Objekte, Möbel und andere alte Utensilien.
Dadurch wurde der große historische Wert bemerkt, den diese Stücke enthielten, und dass es notwendig war, etwas zu tun, um sie zu erhalten. Dadurch kam es zu der Idee, einen Einwandererpark anzulegen.
Der damalige Bürgermeister Afonso Grings ernannte eine Kommission, die für die Suche nach einem Ort zuständig war und die eine Sammlung recherchierte. Nachdem ein geeigneter Ort gefunden war, sollte das Gelände von der Gemeinde angekauft werden. Der Ankauf konnte aber während seiner Amtszeit nicht durchgeführt werden.
Der nächste Bürgermeister, Ewaldo Michaelsen, erwarb für die Gemeinde einen Teil des Gebietes, jedoch wurde der andere Teil von den Eigentümern an die Agrargenossenschaft Piá verkauft.
Der nachfolgende Bürgermeister Siegfried Drechsler konnte mit der Piá-Kooperative verhandeln und schloss einen Flächenwechsel ab, so dass 1983 die Gesamtfläche des Parks eine Größe von circa 10 Hektar umfasste.

## Aufbau des Einwandererparks
Der Park ist in zwei Bereiche unterteilt. Direkt nach dem Eingang in den Park wurde ein bayrisches Dorf mit folgenden architektonischen Elementen errichtet: das Eingangsgebäude mit Kiosk zur Präsentation der reichen Folklore der Region. Hier findet man Strickwaren, Elemente aus dem Kunsthandwerk sowie Kolonialprodukte. Außerdem gibt es dort eine Tanzhalle und einen Biergarten (Jardim da Cerveja), errichtet im bayrischen Stil.
Der zweite Bereich beherbergt das historische Dorf in dem es die Darstellung der Geschichte der ersten Einwanderer in Form eines lebenden Museums gibt.
Im Herzen des Parks ist das historische Dorf angesiedelt, das die Struktur und den Betrieb eines Dorfes der Einwanderer zwischen 1870 und 1910 nachstellt. Hier stehen Rekonstruktionen und Nachbildungen alter historischer Gebäude, die aus verschiedenen Orten des Landes zusammengetragen wurden. In diesem Dorf gibt es einige Gebäude mit über 100-jähriger Geschichte: die Heinrich-Wilhelm-Hunsche-Kirche mit einem Friedhof, einen Tanzsaal, die Nachbildung des ersten Sitzes der ältesten Kreditgenossenschaft Lateinamerikas, ein Wirtshaus, eine Schmiede, eine Gemeindeschule, ein Lehrerhaus, eine Schuhmacherwerkstatt, ein historisches Museumshaus und viele andere historische Gebäude.
Der gesamte Park belegt eine Fläche von etwa 100.000 m², von denen die größte Fläche aus einheimischem Wald, Sträuchern, Blumen und Seenlandschaften besteht.